# Alice Schille
Alice Schille, née le 21 août 1869 et morte le 6 novembre 1955, est une aquarelliste et peintre américaine de Columbus (Ohio). Elle est réputée pour ses peintures impressionnistes et postimpressionnistes qui représentent généralement des scènes de marchés, de femmes, d'enfants et des paysages,. Sa capacité à capturer le caractère de ses sujets et de ses paysages lui a souvent valu le premier prix de concours d'art. Elle est également connue pour sa polyvalence dans les styles de peinture ; ses influences comprenaient les « maîtres anciens néerlandais, James McNeill Whistler, les Fauves et les muralistes mexicains ».

## Biographie
Schille est née dans une famille aisée le 21 août 1869, de Peter Schille et de Sophia Green. Elle voyage sur plusieurs continents (Amérique du Nord et du Sud, Europe et Afrique) pour développer ses techniques de peinture. Ses voyages l'encouragent à développer son style artistique complexe et polyvalent ; l'amalgame de ses voyages reflète « un courage et une force de volonté inhabituels » dans ses peintures.
Elle fréquente la Columbus Art School à partir de 1891 et étudie à la Art Students League of New York grâce à une bourse du peintre américain William Merritt Chase. Elle y étudie le dessin d'illustrations avec l'artiste américain Kenyon Cox. En 1894, elle se rend en Europe et y reste jusqu'en 1900. En 1903, elle étudie à l'Académie Colarossi à Paris et voyage plus tard dans divers pays comme les États-Unis, le Maroc et l'Égypte. Pendant des années, elle enseigne à la Columbus Art School, prenant sa retraite en 1948.
Alice Schille remporte la médaille d'or à l'exposition annuelle d'aquarelles de 1915 à l'Académie des Beaux-Arts de Pennsylvanie, ainsi que de nombreux autres honneurs tout au long de sa vie. Cette même année, elle expose des peintures à New York aux côtés d'œuvres d'Helen Watson Phelps, d'Adelaide Deming (en) et d'Emma Lampert Cooper. L'érudit James Keny note dans son extrait sur Schille dans The American Midwest: An Interpretive Encyclopedia, qu'en 1909 « Schille a exposé certains des premiers exemples de pointillisme réalisés par un artiste américain à la Pennsylvania Academy of [sic] Fine Arts. ».
Schille visite pour la première fois Santa Fe, au Nouveau-Mexique, lors de l'été 1919. Elle y revient l'été suivant ainsi qu'en 1926. Elle continue à venir en visite sporadiquement dans les années 1930. En 1920, elle présente une exposition individuelle de quinze aquarelles au New Mexico Museum of Art. Plus tard cette année-là, elle expose au salon annuel Fiesta du même musée. Aujourd'hui, son travail se trouve dans diverses collections d'art permanentes : Canton Museum of Art, Columbus Museum of Art, El Paso Museum of Art, Indianapolis Museum of Art, Université d'État de l'Ohio, Pennsylvania Academy of Fine Arts, Art Club of Philadelphia et le musée des beaux-arts de San Francisco.
Schille perd son père à l'âge de 17 ans tandis que sa mère vivra jusqu'à l'âge de 101 ans. Schille est enterrée au cimetière de Green Lawn de Columbus (Ohio) (en).